# اچ‌ام‌اس لئوپارد (۱۸۹۷)
اچ‌ام‌اس لئوپارد (۱۸۹۷) (به انگلیسی: HMS Leopard (1897)) یک کشتی بود. این کشتی در سال ۱۸۹۷ ساخته شد.